# Terajewicze
Terajewicze (biał. Церавічы, Cierawiczy; ros. Теравичи, Tierawiczi) – wieś na Białorusi, w obwodzie grodzieńskim, w rejonie korelickim, w sielsowiecie Cyryn, nad Serweczem.

## Historia
W dwudziestoleciu międzywojennym okolica szlachecka leżąca w Polsce, w województwie nowogródzkim, w powiecie nowogródzkim, w gminie Cyryn. W 1921 miejscowość liczyła 29 mieszkańców, zamieszkałych w 6 budynkach, wyłącznie Białorusinów wyznania prawosławnego.
Po II wojnie światowej w granicach Związku Sowieckiego. Od 1991 w niepodległej Białorusi.